# The Accountant
The Accountant är en amerikansk actionthrillerfilm, som hade biopremiär i USA den 14 oktober 2016, samt i Sverige den 4 november samma år. Filmen är regisserad av Gavin O'Connor, från ett manus skrivet av Bill Dubuque. I huvudrollerna syns Ben Affleck, Anna Kendrick, J.K. Simmons, Jon Bernthal, Cynthia Addai-Robinson, Jeffrey Tambor och John Lithgow.

## Handling
Filmens handling kretsar kring en den autistiske Christian Wolff, som arbetar som auktoriserad revisor i Plainfield i Illinois. Men det många inte vet om Christian, som ser sig själv som ett matematiskt geni, är att han i hemlighet arbetar som en sorts frilansare åt ett antal farliga, kriminella organisationer över hela världen. När finansdepartementets brottsdivision kommer honom på spåren tar han sig an en mer hederlig klient, robotföretaget Living Robotics, som har försnillats på flera miljoner dollar.

## Rollista (i urval)
| Ben Affleck            | – Christian Wolff    |
| Anna Kendrick          | – Dana Cummings      |
| J.K. Simmons           | – Ray King           |
| Jon Bernthal           | – Brax (Braxton)     |
| Cynthia Addai-Robinson | – Marybeth Medina    |
| Jeffrey Tambor         | – Francis Silverberg |
| John Lithgow           | – Lamar Blackburn    |
| Jean Smart             | – Rita Blackburn     |
| Andy Umberger          | – Ed Chilton         |
| Alison Wright          | – Justine            |